# Olieindustri
Olieindustri omfatter de globale processer med udvinding, ekstrahering, raffinering, transport (ofte med olietankere eller olieledninger) og marketing af olieprodukter. Det største volumen af produkter i industrien er bunkerolie og benzin. Olie er også råmateriale til mange kemiske produkter, inklusive lægemidler, solventer, gødning, pesticider, syntetiske aromastoffer og plastikprodukter. Den ekstreme monetære værdi af råolie og dets produkter har ledt til at det er blevet kendt som det "sorte guld". Industrien er normalt opdelt store dele; upstream, midstream og downstream.
Olie er en vital del for mange industrier, og det er nødvendigt for at opretholde den industrielle civilisation i dens nuværende konfiguration, hvilket gør det til en kritisk bekymring i mange lande. Olie udgør den største procentdel af verdens energiforbrug, hvor den udgør fra omkring 32% i Europa og Asien helt op til omkring 53% i Mellemøsten.
Andre geografiske regions forbrugsmønster er som følger Syd- og Mellemamerika (44%), Afrika (41%) og Nordamerika (40%). På verdensplan bliver der brugt 30 milliarder tønder (4,8 km³) olie hver år, hvor industrilandene er de største forbrugere. USA brugte alene 25% af den producerede olie i 2007 2007. Produktionen, distributionen, raffineringen og salget af olie udgør verdens største industri målt i værdi.
Regeringer som bl.a. USA's regering giver enorme energitilskud og store skattelettelse i stort set alle stadie af olieudvindingen, inklusive prisen på leje af oliefelter og boreudstyr for at holde prisen på slutproduktet lav til anden industri og almindelige forbrugere.
I det seneste år har forbedret olieudvindingsteknikker - særligt boring i flere stadig og Hydraulisk frakturering ("fracking") — flyttet industriens grænser, da de nye metoder spiller en vigtig og kontroversiel rolle i nye metoder til olieudvinding.
Olieindustrien sætter et stort miljøaftryk. Vand- og luftforurening i forbindelse med olieindustri er udbredt, og miljøorganisationer modsætter sig ofte kraftigt når nye oliefelter tages i brug.